# Valencia (Bukidnon)
Valencia (ufficialmente Valencia City) è una città componente delle Filippine, situata nella Provincia di Bukidnon, nella Regione del Mindanao Settentrionale.
Valencia è formata da 31 baranggay:
- Bagontaas
- Banlag
- Barobo
- Batangan
- Catumbalon
- Colonia
- Concepcion
- Dagat-Kidavao
- Guinoyuran
- Kahapunan
- Laligan
- Lilingayon
- Lourdes
- Lumbayao
- Lumbo
- Lurogan

- Maapag
- Mabuhay
- Mailag
- Mt. Nebo
- Nabago
- Pinatilan
- Poblacion
- San Carlos
- San Isidro
- Sinabuagan
- Sinayawan
- Sugod
- Tongantongan
- Tugaya
- Vintar